# Ul'yana (cràter)
Ul'yana és un cràter d'impacte en el planeta Venus de 12,5 km de diàmetre. Porta el nom d'un antropònim rus, i el seu nom va ser aprovat per la Unió Astronòmica Internacional el 1997.